# 六氟合锗酸
六氟合锗酸是一种无机化合物，化学式为H2[GeF6]，它可由锗和过氧化氢、氢氟酸反应，或二氧化锗溶于氢氟酸得到，可存在于氢氟酸溶液中。它可以在碱性条件下水解：
GeF62− + 4 OH− → GeO2 + 6 F− + 2 H2O
它和水合肼加热反应，可以沉淀出(N2H5)3Ge7O15(OH)·2.5H2O。它和氟化锂反应，可以得到六氟合锗酸锂。